# 36. комора Шаолина
36. комора Шаолина је играни филм из 1978. године снимљен у Хонгконгу.

## Радња
Филм говори о младићу Сан Теу који се привучен учењем свога професора укључује у побуну против манџуријске власти. Власти ускоро гуше побуну убијајући све који су се затекли у школи, а рањени Сан Те бјежи из града. У жељи за осветом Сан Те одлази у манастир Шаолин и моли монахе да га подуче борилачким вјештинама. Прича говори о искушењима свих 35 комора Шаолина.